# Centro Escolar Revolución
El Centro Escolar Revolución es un conjunto de edificios de la Ciudad de México ubicado en las avenidas Arcos de Belén y Niños Héroes y las calles doctor Río de la Loza y General Gabriel Hernández, al sur del Centro Histórico. Es obra del arquitecto Antonio Muñoz García y fue construido en 1933 como parte de una tendencia en el país de construcción de obras públicas luego de la Revolución mexicana, de renovación arquitectónica e integración plástica, por lo que cuenta con murales, algunos de inspiración socialista. Fue declarado como Monumento Artístico por el Instituto de Bellas Artes por decreto presidencial el 16 de noviembre de 2018.
En la época actual cuenta con dos escuelas primarias, dos escuelas secundarias, estancias infantiles y oficinas públicas.

## Historia

Palacio de Justicia de Belén, Ciudad de México, ca. 1910-1915

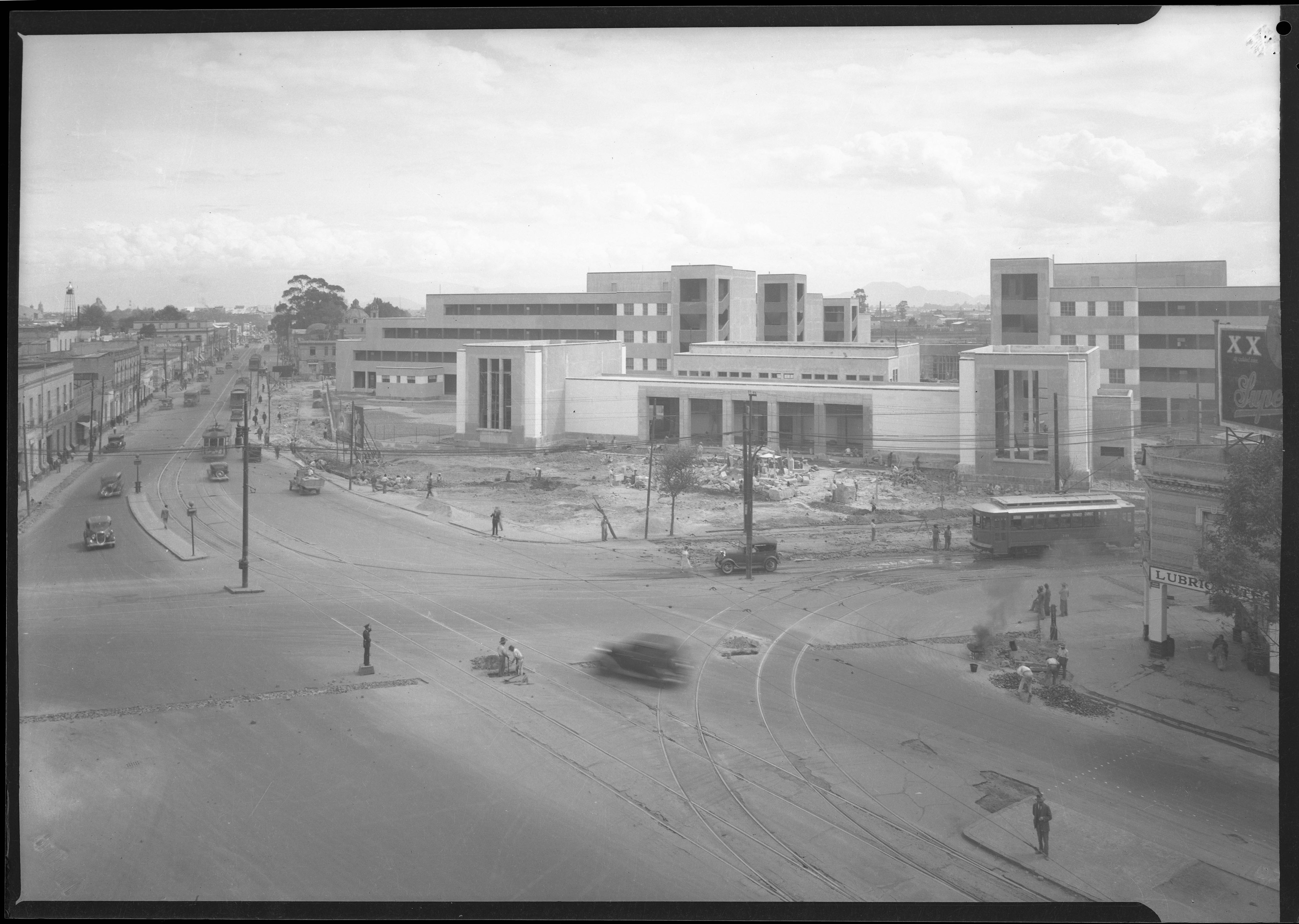
El Centro Escolar Revolución en construcción.

En los terrenos ocupados por el centro se edificó el Recogimiento de San Miguel de Bethlem para mujeres pobres, en 1683. En 1751 dicho recogimiento cambió de nombre a Colegio de las Niñas de San Miguel de Bethlem. El 22 de enero de 1863 fue inaugurada en sus terrenos la Cárcel de Belén, la cual fue demolida además de los edificios adyacentes como el Palacio de Justicia de Belén y el Salón de Juzgados. en 1933.
A inicios de los años 30 el gobierno mexicano encabezado por Abelardo L. Rodríguez impulsó un programa acelerado de obras públicas. El entonces jefe del Departamento del Distrito Federal, Aarón Sáenz y el secretario de Hacienda Alberto J. Pani gestionaron proyectos como el Mercado Abelardo Rodríguez, la terminación del Palacio de Bellas Artes y la creación del Monumento a la Revolución y este centro escolar, ideado por un proyecto educativo encabezado por José Vasconcelos en 1924. Fue inaugurado el 20 de noviembre de 1934 por el entonces presidente.
Ya con Lázaro Cárdenas en la presidencia se decidió que la escuela fuera un modelo de educación integral basado en la Educación Socialista en el que los estudiantes recibieran además de educación formal también deporte, recreación y talleres para el aprendizaje de oficios por lo que fue dotada de instalaciones deportivas como un gimnasio, alberca y pista de atletismo. La propia construcción del conjunto fue retomada de manera simbólica por sus promotores como la transformación de un espacio de encarcelamiento, represión e injusticias del antiguo régimen derrotado por la Revolución mexicana conmutado por uno de educación y cultura. Fue anunciada en la época como la primera escuela de educación integral tanto para niños como para niñas tanto en lo intelectual como en lo físico. Los cursos escolares iniciaron el 15 de abril de 1935.

## Obra plástica
En los espacios del centro fueron colocados en 1937 murales y vitrales obra de los artistas de la Liga de Escritores y Artistas Revolucionarios entre ellos los de la primera muralista mexicana Aurora Reyes. La obra presente en el centro es:
- Conjunto escultórico a la entrada del centro, representando a una maestra con un grupo de niños con el título "Educar es redimir". Obra del propio arquitecto Muñoz García (1937)
- Atentado a las maestras rurales de Aurora Reyes (1936). El mural representa a una maestra rural siendo golpeada y arrastrada por guardias rurales, uno con billetes en la mano y otro con un rifle, el cual tiene un escapulario en el cuello. Los alumnos de la maestra observan la escena. Según Aguilar, el mural se creó en el contexto de la polémica por la educación socialista implementada por Lázaro Cárdenas, en donde este centro tenía un sitio particular, y de la cual hubo resistencia en el sector conservador mexicano así como la reciente Guerra cristera y el anticlericalismo de la época.[6]